# Sonny Dove
Lloyd Dove, detto Sonny (Brooklyn, 16 agosto 1945 – Brooklyn, 14 febbraio 1983), è stato un cestista statunitense, professionista nella NBA e nella ABA.

## Carriera
Venne selezionato dai Detroit Pistons al primo giro del Draft NBA 1967 (4ª scelta assoluta).
Con gli Stati Uniti ha disputato i Giochi panamericani di Winnipeg 1967 e le Universiadi di Tokyo 1967.

## Palmarès
- Campione NIT (1965)
- NCAA AP All-America Third Team (1967)